# Bande interstellaire diffuse

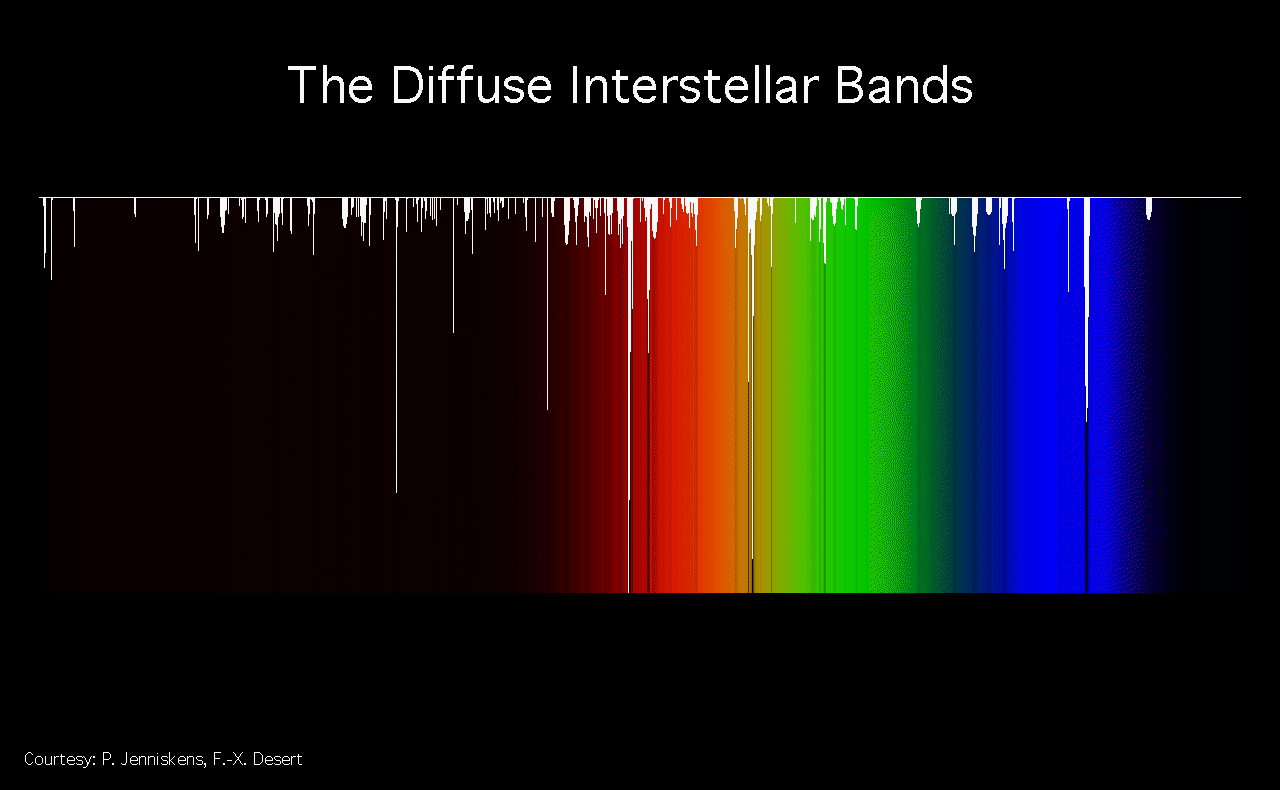
Bandes interstellaires diffuses (en blanc) superposées à un spectre de couleur allant du proche ultraviolet (droite), au proche infrarouge (gauche), où se concentre la plupart des bandes.

En astronomie (ou en astrochimie), les bandes interstellaires diffuses (BID, ou Diffuse interstellar bands, en anglais) sont des régions en absorption dans le spectre d'objets astronomiques se situant dans notre galaxie, la Voie lactée. Elles sont causées par l'absorption de la lumière par le milieu interstellaire. Plusieurs centaines de bandes sont observables, allant de l'ultraviolet à l'infrarouge. L'origine de ces bandes est disputée depuis de nombreuses années. Il n'existe à ce jour aucune attribution d'une ou plusieurs de ces bandes à une molécule spécifique.

## Découverte et historique
Le spectre électromagnétique des étoiles consiste en un continuum, dont la forme globale suit grosso modo le spectre d'un corps noir, sur lequel se superposent des raies, le plus souvent en absorption. Chaque absorption est attribuée à une transition électronique spécifique. De plus, la lumière provenant de tous les objets astronomiques est affectée par l'extinction interstellaire, c'est-à-dire l'absorption des photons par le milieu interstellaire. Mais cette absorption interstellaire affecte le spectre en entier, et de manière continue et chromatique : le rouge est moins affecté que le bleu. C'est en effet le résultat de la diffusion Rayleigh, également responsable de la couleur bleue du ciel sur Terre.
En 1922, l'astronome Mary Lea Heger (en) observe pour la première fois un nombre de raies en absorption qui semblent être d'origine interstellaire.
La nature interstellaire de ces raies, qui ne sont donc pas formées dans l'atmosphère des étoiles, procède du fait que leur intensité est globalement proportionnelle à l'extinction totale, et qu'elles ne sont pas affectées par les vitesses radiales parfois très différentes des objets observés. Autrement dit, les raies des bandes interstellaires diffuses restent toujours globalement à la même place dans le spectre, et ce, indépendamment de la vitesse radiale de l'étoile, c'est-à-dire indépendantes de l'effet Doppler observé pour les raies atmosphériques. Le nom de bande interstellaire diffuse reflète le fait que ces raies sont bien plus larges que les raies en absorption généralement observées dans les spectres stellaires.
Les premières BIDs observées furent celles de longueurs d'onde 578,0 et 579,7 nanomètres. D'autres BIDs fortes sont observées à 628,4, 661,4 et 443,0 nm. La bande interstellaire diffuse à 443,0 nm est particulièrement large, avec une largeur d'environ 1,2 nm, alors que la largeur intrinsèque des raies stellaires vaut typiquement 0,1 nm ou moins.
Des études spectroscopiques subséquentes à plus haute résolution spectrale et plus grande sensibilité révélèrent de plus en plus de BIDs. En 1975, le catalogue des BIDs en recensait environ 25, alors que 10 ans plus tard, il en comptait le double. Aujourd'hui, environ 300 BIDs sont connues. Les études les plus récentes (voir la bibliographie), avec des spectrographes à très haute résolution comme UVES sur le VLT, ont révélé que de nombreuses BIDs montrent des structures encore plus fines.

## Nature du porteur des bandes
Le grand problème avec les BIDs, apparu dès les premières observations, était que leur longueur d'onde centrale ne correspondait à aucune raie spectrale connue d'aucun ion ou molécule. Le matériau responsable pour cette absorption ne pouvait donc pas être identifié. Un grand nombre de théories furent avancées pendant que le nombre de BIDs connues croissait, et la détermination de la nature du matériau absorbant devint un problème central de l'astrochimie.
Un résultat observationnel important fut de noter que les forces (c'est-à-dire, principalement, la profondeur) des raies des BIDs n'étaient pas corrélées les unes avec les autres. Cela signifie que plusieurs matériaux sont responsables de toutes ces absorptions. L'autre résultat important fut de remarquer que la force des BIDs était corrélée grosso modo avec l'extinction. L'extinction est causée par la poussière interstellaire. Les BIDs devaient donc être probablement aussi dues à la poussière ou en tous cas liée à elle.
L'existence de sous-structures dans les profiles de raies des BIDs pointe clairement vers le fait qu'elles seraient causées par des molécules. Dans une molécule contenant par exemple 3 atomes de carbone, il existe plusieurs configurations isotopiques différentes. La plupart de ces molécules contient 3 atomes de carbone 12 (noté 12C), certaines deux atomes de 12C avec un atome de 13C, et peu ont 1 seul atome de 12C et 2 atomes de 13C. Et finalement une très petite fraction de ces molécules possède 3 atomes de 13C. Chacune de ces formes de molécules produit des raies spectrales à des longueurs d'onde légèrement différentes. L'étude des isotopes, quand ils sont identifiés, permet ainsi d'étudier les abondances chimiques dans le milieu interstellaire.
Aujourd'hui, les meilleures candidats pour expliquer les BIDs sont les molécules qui contiennent de nombreux atomes de carbone, qui est un élément relativement abondant dans le milieu interstellaire (produit notamment par les naines blanches dans les nébuleuses planétaires, ainsi que certains types d'étoile Wolf-Rayet). Aujourd'hui, les astronomes semblent d'accord pour dire qu'elles sont produites principalement par des molécules carbonées et stables. Les molécules de la famille des hydrocarbures aromatiques polycycliques et autres molécules carbonées, comme les fullerènes sont des candidats privilégiés.